# Tennyson Whiting
Tennyson Whiting (* 22. September 2001 in Mapleton, Utah) ist ein US-amerikanischer Tennisspieler.

## Karriere
Nach nur sechs Matches auf der ITF Junior Tour begann Whiting 2021 ein Studium an der Brigham Young Universität, wo er auch im College Tennis aktiv war. Nach einem Jahr entschied er sich stattdessen zu einer Profilaufbahn.
Im Einzel gelang ihm noch kein Matcherfolg bei einem Profimatch; sein Fokus lag dadurch früh auf dem Doppelwettbewerb. Hier schaffte er 2021 erstmals den Sprung unter die Top 1000 der Weltrangliste. Er steigerte sich danach jedes Jahr weiter; 2024 schloss er die Saison auf Rang 258 im Doppel ab. Zunächst war er hauptsächlich bei Turnieren der drittklassigen ITF Future Tour aktiv – 2023 gewann er dort seinen ersten Titel. Das Jahr 2024 spielte er erstmals fast ausschließlich auf der höher dotierten ATP Challenger Tour. Zweimal schied er dort erst im Halbfinale aus, in Las Vegas stand er das erste Mal in einem Challenger-Endspiel, das er mit Tristan Boyer verlor.
Anfang 2025 kam ein weiteres Halbfinale in Cleveland hinzu. Zum bislang einzigen Auftritt auf der ATP Tour kam es kurz danach in Delray Beach, als er mit Boyer zusammen eine Wildcard für das Doppel erhielt. Sie unterlagen Miomir Kecmanović und Brandon Nakashima, die später auch das Turnier für sich entschieden.